# William Edwy Vine
William Edwy Vine (ur. 1873 w Blandford Forum, zm. 1949) – angielski biblista, teolog i pisarz. Autor słownika objaśniającego wyrazy Starego i Nowego Testamentu – Vine's Expository Dictionary of Old and New Testament Words.

## Biografia
William E. Vine urodził się w drugiej połowie 1873 roku, w Blandford Forum, w hrabstwie Dorset. Jego ojciec prowadził Mount Radford School, która została przeniesiona do Exeter w roku 1875, i w tym miejscu W.E. Vine dorastał. W młodym wieku przyjął chrześcijaństwo i został ochrzczony w zgromadzeniu braci plymuckich w Fore Street, Exeter. W wieku 17 lat Vine został nauczycielem w szkole ojca, zanim przeprowadził się do Aberystwyth, by podjąć studia na University College of Wales. Później studiował także na Uniwersytecie Londyńskim, otrzymując w 1906 roku tytuł licencjata i magistra klasyki starożytnej.
W.E. Vine poślubił Phoebe Baxendale w trzecim kwartale 1899 roku w Lancashire, rodzinnym mieście Phoebe. W 1909 roku przyjął pracę w biurze Echoes of Service, wspierającym służbę misjonarzy i wydającym czasopismo w Bath. W 1911 roku biuro zostało przeniesione do Widcombe Crescent (Bath). W spisie ludności z 1911 roku został ujęty jako wicedyrektor Mount Radford School w St Leonards, Exeter. W.E. Vine poświęcił się pracy z misjonarzami z całego świata.
W tym czasie W.E Vine został starszym zboru w zgromadzeniu w Manvers Hall w Bath. Stanowisko to zajmował przez 40 lat. W roku 1927 zdiagnozowano u niego chorobę serca. Zmarł w roku 1949.

## Pisarstwo
William E. Vine rozpoczął działalność pisarską w 1905 roku, gdy rozpoczął korespondencyjny dyskurs z C.F. Hoggiem na temat 1. Listu do Tesaloniczan i Listu do Galatów. Najbardziej jest znany ze swojego dzieła Vine's Expository Dictionary of Old and New Testament Words, opublikowanego po raz pierwszy w czterech częściach w 1940 roku. Ten leksykon omawia słowa Pisma Świętego z przekładu Biblii króla Jakuba, odnosząc się do starożytnej greki koine na podstawie rdzeni słów i ich znaczenia w tamtym okresie. Vine napisał także wiele komentarzy i książek na tematy biblijne.

### Dzieła
- An Expository Dictionary of Old and New Testament Words: A Comprehensive Dictionary of the Original Greek Words with their Precise Meanings for English Readers (1940, 1981)
- The Scriptures and How to Use Them (1910?)
- The Divine Inspiration of the Bible (1923)
- The Leading Themes of the Gospel of John (1924)
- Divine Headships in the Bible: or, Whence this Authority? (1924)
- Isaiah: Prophecies, Promises, Warnings (1946)
- John: His Record of Christ (1948)
- The Epistle to the Romans: Doctrine, Precept, Practice (1948)
- Commentary on 1 Corinthians
- Commentary on Galatians
- Commentary on Philippians
- Commentary on 1 & 2 Thessalonians
- Commentary on 1 & 2 Timothy
- Commentary on Titus
- Commentary on Hebrews
- Commentary on James
- Commentary on 1, 2, & 3 John
- Christ's Eternal Sonship
- The First and the Last
- The Coming Priest-King
- Christ the Firstborn
- The Atonement
- The Gospel of the Bible
- B.C. and A.D.
- The Gospel of the Glory
- The Twelve Mysteries of Scripture
- The Church and the Churches (nd)
- Baptism
- The Ministry of Women
- Leading in Prayer
- The Mistaken Term "The Brethren"
- The Origin and Rise of Ecclesiasticism and the Papal System
- The Divine Plan of Missions
- A Guide to Missionary Service
- Approved of God
- Service
- Touching the Coming of the Lord
- Witnesses to the Second Advent
- The Church and the Tribulation
- The Rapture and the Great Tribulation
- The Roman Empire in the Light of Prophecy
- The Four Women of the Apocalypse
- The Evolution Theory in the Light of Genesis
- Spiritism Unmasked
- New Testament Greek Grammar: A Course of Self Help for the Layman